# (14097) Capdepera
(14097) Capdepera es un asteroide perteneciente al cinturón de asteroides, región del sistema solar que se encuentra entre las órbitas de Marte y Júpiter, descubierto el 11 de agosto de 1997 por Ángel López y Rafael Pacheco desde el Observatorio Astronómico de Mallorca en España.

## Designación y nombre
Designado provisionalmente como 1997 PU4. Fue nombrado Capdepera en reconocimiento a esa localidad española, lugar de residencia de Ángel López, y que en 2000 cumplió el séptimo centenario de su fundación.

## Características orbitales
Capdepera está situado a una distancia media del Sol de 2,765 ua, pudiendo alejarse hasta 2,926 ua y acercarse hasta 2,605 ua. Su excentricidad es 0,058 y la inclinación orbital 4,177 grados. Emplea 1680 días en completar una órbita alrededor del Sol.

## Características físicas
La magnitud absoluta de Capdepera es 14,2.